# Appleby-in-Westmorland
Appleby-in-Westmorland est une ville de Cumbria, dans le Nord-Ouest de l'Angleterre. Elle est située dans un méandre de la rivière Eden et possède une population d'environ 2 500 habitants. Elle faisait partie de l'ancien comté de Westmorland, pour lequel elle était l'équivalent du chef-lieu français. Avant 1974, le nom de la ville était simplement Appleby.

## Économie

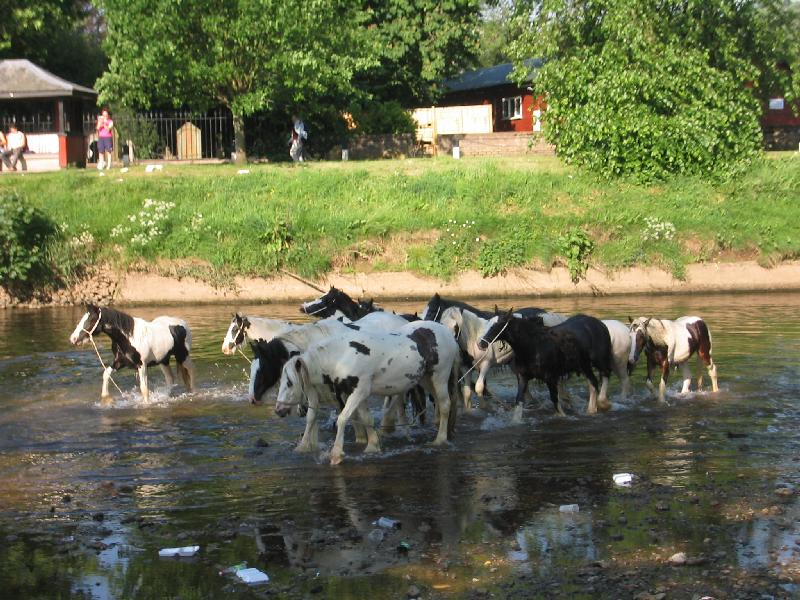
Gypsy Vanner dans la Rivière Eden

Le tourisme représente la première source de revenu pour la ville. Il est principalement  dû au passé historique de la ville, à son aspect préservé et pittoresque et à sa proximité avec le parc national du Lake District, le nord des Pennines, le Yorkshire Dales et les collines Howgill. Appleby est également dominée par le château d'Appleby, construit par Ranulph le Meschin au XIIe siècle  qui fut la demeure de Lady Anne Clifford au XVIIe siècle.

## Transport
La gare ferroviaire d'Appleby fait partie de la ligne Settle-Carlisle. La station d'Appleby Est à proximité a fermé en 1962 mais garde le potentiel de relier la ville à la voie ferrée Eden Valley. La route servant à contourner la ville n'aide pas le commerce car les voyageurs ne sont plus obligés de traverser la ville et de nombreux habitants quittent la ville pour travailler.

## Événement
La foire annuelle du cheval au début du mois de juin, dont il est fait mention dès le XIIe siècle dans la charte octroyée par Henri II, est la plus grande réunion annuelle de gitans (gypsies) et de Travellers de tout le pays.

## Gouvernement local
La circonscription électorale d'Appleby était une ville représentée à la Chambre des communes par un ou plusieurs députés, précisément deux depuis le Moyen Âge. Au XVIIIe siècle Appleby devient un bourg pourri (rotten borough), l'élection de ses députés relevant de la famille Lowther, comte de Lonsdale. William Pitt le Jeune représentait la ville quand il est devenu premier ministre en 1783 puis le vicomte Howick. Lorsque le comte Grey devient premier ministre et promulgue le Reform Act 1832 en 1832, Appleby perd ses deux députés. Comme étant la seule ville du comté à être privé du droit électoral, Appleby a été l'un des cas les plus controversé dans les débats sur le projet de réforme, l'opposition faisant des tentatives infructueuses pour modifier le projet de loi afin de sauver au moins l'un de ses députés.
La ville est restée un arrondissement municipal (municipal borough) jusqu'à ce que ce statut soit supprimé en 1972 et remplacé par le district du gouvernement local (local government district) d'Eden ayant pour plus grande ville Penrith. Bien qu'Appleby fut la ville principale du Westmorland, l'ancien conseil du comté (county council) siégeait à Kendal, même si les Assizes étaient à Appleby.

## Dialecte d'Appleby
Le dialecte d'Appleby est une variante du dialecte cumbrien, parlé dans les districts d'Eden et de Penrith

## Personnalités liées à la ville
- Christopher Bainbridge (1464-1514), cardinal anglais, y est né ;
- Anne Clifford (1590-1676), comtesse de Dorset, Pembroke et Montgomery, suo jure 14e baronne de Clifford , y est morte ;
- Thomas Langton (?-1501), aumônier du roi Édouard IV d'Angleterre et archevêque de Canterbury, y est né.